# Internazionali d'Italia 1981
Gli Internazionali d'Italia 1981 sono stati un torneo di tennis giocato sulla terra rossa. 
È stata la 38ª edizione degli Internazionali d'Italia, che fa parte del Volvo Grand Prix 1981 e del WTA Tour 1981. 
Il torneo maschile si è giocato al Foro Italico di Roma in Italia, quello femminile nello Junior Tennis Perugia di Perugia.

## Campioni

### Singolare maschile
José-Luis Clerc ha battuto in finale  Víctor Pecci con il punteggio di 6–3, 6–4, 6–0

### Singolare femminile

Chris Evert, vincitrice del torneo di singolare femminile disputato al Junior Tennis di Perugia.

Chris Evert ha battuto in finale  Virginia Ruzici con il punteggio di 6–1, 6–2

### Doppio maschile
Hans Gildemeister /  Andrés Gómez hanno battuto in finale  Bruce Manson /  Tomáš Šmíd con il punteggio di 7–5, 6–2

### Doppio femminile
Candy Reynolds /  Paula Smith hanno battuto in finale  Chris Evert-Lloyd /  Virginia Ruzici con il punteggio di 7–5, 6–1